# اچ‌ام‌اس ببت (۱۷۹۴)
اچ‌ام‌اس ببت (۱۷۹۴) (به انگلیسی: HMS Babet (1794)) یک کشتی است که طول آن ۱۱۹ فوت ۱ اینچ (۳۶٫۳ متر) می‌باشد. این کشتی در سال ۱۷۹۳ ساخته شد.